# قائمة المنتجات الزراعية حسب الدولة
توفر هذه القائمة أهم عشرة منتجات زراعية لكل دولة، المنتجات لكل دولة مصنفة حسب الحمولة السنوية (annual tonnage)، وترجع المعلومات لكتاب حقائق العالم التابع للإستخبارات الأمريكية.

## القائمة
| أفغانستان                              | قمح ، لبن ، عنب ، خضروات ، بطاطس ، بطيخ ، شمام ، أرز ، بصل ، تفاح |
| ألبانيا                                | لبن ، ذرة ، طماطم ، بطاطس ، بطيخ ، قمح ، عنب ، خيار ، بصل ، تفاح |
| الجزائر                                | بطاطس ، قمح ، لبن ، بطيخ ، شعير ، بصل ، طماطم ، برتقال ، بلح ، خضروات |
| ساموا الأمريكية                        | الموز وجوز الهند والخضروات والقلقاس وفاكهة الخبز والبطاطا ولب جوز الهند والأناناس والبابايا ؛ منتجات الألبان والماشية |
| أندورا                                 | كميات صغيرة من الجاودار والقمح والشعير والشوفان والخضروات والتبغ ؛ الأغنام والماشية |
| أنغولا                                 | كسافا ، موز ، ذرة ، بطاطا حلوة ، أناناس ، قصب السكر ، بطاطس ، فواكه حمضيات ، خضروات ، كرنب |
| أنغيلا                                 | كميات صغيرة من التبغ والخضروات. تربية الماشية |
| أنتيغوا وبربودا                        | الفاكهة الاستوائية والحليب والمانجو / الجوافة والبطيخ والطماطم والأناناس والليمون والليمون والباذنجان والبصل |
| الأرجنتين                              | الذرة وفول الصويا والقمح وقصب السكر والحليب والشعير وبذور عباد الشمس ولحم البقر والعنب والبطاطس |
| أرمينيا                                | لبن ، بطاطس ، عنب ، خضروات ، طماطم ، بطيخ ، قمح ، تفاح ، ملفوف ، شعير |
| أروبا                                  | الصبر. الماشية. السمك |
| أستراليا                               | قصب السكر ، قمح ، شعير ، لبن ، بذور اللفت ، لحم بقري ، قطن ، عنب ، دواجن ، بطاطس |
| النمسا                                 | حليب ، ذرة ، بنجر سكر ، قمح ، شعير ، بطاطس ، لحم خنزير ، triticale ، عنب ، تفاح |
| أذربيجان                               | لبن ، قمح ، بطاطس ، شعير ، طماطم ، بطيخ ، قطن ، تفاح ، ذرة ، بصل |
| جزر البهاما                            | قصب السكر ، الجريب فروت ، الخضار ، الموز ، الطماطم ، الدواجن ، الفاكهة الاستوائية ، البرتقال ، جوز الهند ، المانجو / الجوافة |
| البحرين                                | لحم ضأن ، بلح ، لبن ، دواجن ، طماطم ، فواكه ، أحشاء أغنام ، جلود أغنام ، بيض ، قرع |
| بنغلاديش                               | الأرز والبطاطس والذرة وقصب السكر والحليب والخضروات والبصل والجوت والمانجو / الجوافة والقمح |
| بربادوس                                | قصب السكر ، الدواجن ، الخضار ، الحليب ، البيض ، لحم الخنزير ، جوز الهند ، البقول ، البطاطا الحلوة ، الفاكهة الاستوائية |
| بيلاروسيا                              | الحليب ، البطاطس ، بنجر السكر ، القمح ، الشعير ، الشعير ، الذرة ، الجاودار ، بذور اللفت ، الدواجن |
| بلجيكا                                 | بنجر السكر ، حليب ، بطاطس ، قمح ، لحم خنزير ، خس ، دواجن ، ذرة ، شعير ، كمثرى |
| بليز                                   | العناية بالسكر والبرتقال والموز والذرة والدواجن والأرز والذرة الرفيعة والبابايا والجريب فروت وفول الصويا |
| بنين                                   | الكسافا والبطاطا والذرة والقطن وزيت النخيل والأرز والأناناس والطماطم والخضروات وفول الصويا |
| برمودا                                 | الموز والخضروات والحمضيات والزهور. منتجات الألبان والعسل |
| بوتان                                  | حليب ، أرز ، ذرة ، بطاطس ، جذور / درنات ، برتقال ، جوز أريكا ، فلفل / فلفل ، بهارات ، زنجبيل |
| بوليفيا                                | قصب السكر ، فول الصويا ، البطاطس ، الذرة ، الذرة ، الأرز ، الحليب ، الموز ، الدواجن ، الموز |
| البوسنة والهرسك                        | ذرة ، حليب ، خضروات ، بطاطس ، قمح ، خوخ ، تفاح ، شعير ، ملفوف ، دواجن |
| بوتسوانا                               | لبن ، جذور / درنات ، خضروات ، ذرة ، لحم بقري ، لحم طرائد ، بطيخ ، ملفوف ، حليب ماعز ، بصل |
| البرازيل                               | قصب السكر ، فول الصويا ، الذرة ، الحليب ، الكسافا ، البرتقال ، الدواجن ، الأرز ، اللحم البقري ، القطن |
| جزر فيرجن البريطانية                   | فواكه خضار؛ الماشية والدواجن. السمك |
| بروناي                                 | دواجن ، بيض ، فواكه ، كسافا ، موز ، بقوليات ، خيار ، أرز ، أناناس ، لحم بقري |
| بلغاريا                                | قمح ، ذرة ، بذور عباد الشمس ، لبن ، شعير ، بذور اللفت ، بطاطس ، عنب ، طماطم ، بطيخ |
| بوركينا فاسو                           | الذرة ، الذرة ، الدخن ، القطن ، البازلاء ، قصب السكر ، الفول السوداني ، الأرز ، بذور السمسم ، الخضار |
| بورما                                  | الأرز وقصب السكر والفول والخضروات والحليب والذرة والدواجن والفول السوداني والفواكه والموز |
| بوروندي                                | الكسافا والموز والبطاطا الحلوة والموز والفاصوليا والخضروات والبطاطس والكاجو والذرة والقلقاس |
| الرأس الأخضر                           | قصب السكر والطماطم والموز والملفوف وجوز الهند والكسافا والبقول والخضروات والحليب وحليب الماعز |
| كمبوديا                                | الكسافا والأرز والذرة والخضروات وقصب السكر وفول الصويا والمطاط وزيت النخيل والفواكه والموز ولحم الخنزير |
| الكاميرون                              | الكسافا والموز والذرة وزيت النخيل والقلقاس وقصب السكر والذرة الرفيعة والطماطم والموز والخضروات |
| كندا                                   | القمح ، بذور اللفت ، الذرة ، الشعير ، الحليب ، فول الصويا ، البطاطس ، الشوفان ، البازلاء ، لحم الخنزير |
| جزر كايمان                             | الخضار والفواكه الماشية. تربية السلاحف |
| جمهورية افريقيا الوسطى                 | الكسافا والبطاطا والفول السوداني والقلقاس والموز وقصب السكر ولحم البقر والذرة والموز والحليب |
| تشاد                                   | الذرة الرفيعة والفول السوداني والدخن والبطاطا والحبوب وقصب السكر ولحم البقر والذرة والقطن والكسافا |
| تشيلي                                  | العنب والتفاح والقمح وبنجر السكر والحليب والبطاطس والطماطم والذرة والدواجن ولحم الخنزير |
| الصين                                  | ذرة ، أرز ، خضروات ، قمح ، قصب سكر ، بطاطس ، خيار ، طماطم ، بطيخ ، بطاطا حلوة |
| جزر كوكوس (كيلينغ)                     | الخضار والموز والبابايا وجوز الهند |
| كولومبيا                               | قصب السكر ، الحليب ، زيت النخيل ، البطاطس ، الأرز ، الموز ، أوراق الكسافا ، الموز ، الدواجن ، الذرة |
| جزر القمر                              | جوز الهند ، الكسافا ، الأرز ، الموز ، البقول ، الحليب ، القلقاس ، البطاطا الحلوة ، الذرة ، القرنفل |
| جمهورية الكونغو الديمقراطية            | الكسافا ، الموز ، قصب السكر ، الذرة ، زيت النخيل ، الأرز ، الجذور / الدرنات ، الموز ، البطاطا الحلوة ، الفول السوداني |
| جمهورية الكونغو                        | الكسافا ، قصب السكر ، زيت النخيل ، أوراق الكسافا ، الموز ، الموز ، الجذور / الدرنات ، لحوم الطرائد ، الخضار ، المانجو / الجوافة |
| جزر كوك                                | الخضار وجوز الهند والجذور / الدرنات ، الكسافا ، البابايا ، الطماطم ، لحم الخنزير ، الفاكهة ، البطاطا الحلوة ، المانجو / الجوافة |
| كوستا ريكا                             | قصب السكر والأناناس والموز والحليب وزيت النخيل والفواكه والبرتقال والبطيخ والكسافا والأرز |
| ساحل العاج                             | اليام ، الكسافا ، الكاكاو ، زيت النخيل ، قصب السكر ، الأرز ، الموز ، الذرة ، الكاجو ، المطاط |
| كرواتيا                                | الذرة والقمح وبنجر السكر والحليب والشعير وفول الصويا والبطاطس ولحم الخنزير والعنب وبذور عباد الشمس |
| كوبا                                   | قصب السكر ، الكسافا ، الخضار ، الموز ، البطاطا الحلوة ، الطماطم ، الحليب ، القرع ، المانجو / الجوافة ، الأرز |
| كوراكاو                                | الصبار والذرة والفول السوداني والخضروات والفواكه الاستوائية |
| قبرص                                   | الحليب والبطاطس ولحم الخنزير وحليب الأغنام وحليب الماعز والشعير والقمح والدواجن والزيتون واليوسفي / اليوسفي |
| التشيك                                 | قمح ، بنجر السكر ، حليب ، شعير ، بذور اللفت ، بطاطس ، ذرة ، لحم خنزير ، تريكالي ، دواجن |
| الدنمارك                               | الحليب ، القمح ، الشعير ، البطاطس ، بنجر السكر ، لحم الخنزير ، الجاودار ، بذور اللفت ، الشوفان ، الدواجن |
| جيبوتي                                 | خضروات ، لبن ، لحم بقري ، لبن نوق ، ليمون ، ليمون حامض ، لحم ماعز ، لحم ضأن ، فاصوليا ، طماطم |
| دومينيكا                               | الموز ، اليام ، الجريب فروت ، القلقاس ، الحليب ، جوز الهند ، البرتقال ، اليوتيا ، الموز ، قصب السكر |
| جمهورية الدومينيكان                    | قصب السكر والموز والبابايا والأرز والموز والحليب والأفوكادو والفواكه والأناناس وجوز الهند |
| الاكوادور                              | قصب السكر والموز والحليب وزيت النخيل والذرة والأرز والموز والدواجن والكاكاو والبطاطس |
| مصر                                    | قصب السكر ، بنجر السكر ، قمح ، ذرة ، طماطم ، أرز ، بطاطس ، برتقال ، بصل ، لبن |
| السلفادور                              | قصب السكر والذرة والحليب والدواجن والذرة الرفيعة والفاصوليا وجوز الهند والبيض والتفاح والبرتقال |
| إريتريا                                | الذرة الرفيعة ، الحليب ، الخضار ، الشعير ، الحبوب ، البقول ، متنوعات الجذور / الدرنات ، القمح ، الدخن ، اللحم البقري |
| إستونيا                                | القمح والحليب والشعير وبذور اللفت والجاودار والشوفان والبازلاء والبطاطس ولحم الخنزير و triticale |
| إسواتيني                               | قصب السكر والذرة والجذور والدرنات والجريب فروت والبرتقال والحليب ولحم البقر والبطاطس والخضروات والموز |
| أثيوبيا                                | الذرة والحبوب والقمح والذرة الرفيعة والحليب والشعير والبطاطا الحلوة والجذور / الدرنات وقصب السكر والدخن |
| الاتحاد الأوروبي                       | القمح والشعير والبذور الزيتية وبنجر السكر والنبيذ والعنب. منتجات الألبان والماشية والأغنام والخنازير والدواجن. السمك |
| جزر فوكلاند (جزر مالفيناس)             | محاصيل العلف والخضروات؛ لحم الغزال والأغنام ومنتجات الألبان ؛ السمك والحبار |
| جزر فاروس                              | البطاطس ، لحم الضأن ، جلود الضأن ، أحشاء الأغنام ، لحوم البقر ، دهون الأغنام ، أحشاء الماشية ، جلود الماشية ، دهون الماشية |
| فيجي                                   | قصب السكر ، الكسافا ، القلقاس ، الدواجن ، الخضار ، جوز الهند ، البيض ، الحليب ، الزنجبيل ، البطاطا الحلوة |
| فنلندا                                 | الحليب ، الشعير ، الشوفان ، القمح ، البطاطس ، بنجر السكر ، الجاودار ، لحم الخنزير ، الدواجن ، اللحم البقري |
| فرنسا                                  | القمح ، بنجر السكر ، الحليب ، الشعير ، الذرة ، البطاطس ، العنب ، بذور اللفت ، لحم الخنزير ، التفاح |
| بولينيزيا الفرنسية                     | جوز الهند ، الفاكهة ، الجذور / الدرنات ، الأناناس ، الكسافا ، قصب السكر ، البيض ، الفاكهة الاستوائية ، الطماطم |
| الجابون                                | الموز ، الكسافا ، قصب السكر ، اليام ، القلقاس ، الخضار ، الذرة ، الفول السوداني ، لحم الطرائد ، المطاط |
| غامبيا                                 | الفول السوداني والحليب وزيت ثمار النخيل والدخن والذرة الرفيعة والأرز والذرة والخضروات والكسافا والفاكهة |
| قطاع غزة                               | طماطم ، خيار ، زيتون ، دواجن ، لبن ، بطاطس ، حليب غنم ، باذنجان ، قرع |
| جورجيا                                 | الحليب والعنب والذرة والبطاطس والقمح والبطيخ والطماطم واليوسفي / اليوسفي والشعير والتفاح |
| ألمانيا                                | الحليب ، بنجر السكر ، القمح ، الشعير ، البطاطس ، لحم الخنزير ، الذرة ، الجاودار ، بذور اللفت ، triticale |
| غانا                                   | الكسافا ، اليام ، الموز ، الذرة ، زيت النخيل ، القلقاس ، الأرز ، الكاكاو ، البرتقال ، الأناناس |
| اليونان                                | ذرة ، زيتون ، قمح ، لبن ، خوخ / نكتارين ، برتقال ، طماطم ، عنب ، لبن ، بطاطس |
| جرينلاند                               | الأغنام والماشية والرنة والأسماك والمحار |
| غرينادا                                | الموز والبطيخ والبطاطا الحلوة وقصب السكر والطماطم والموز والجوز والبطيخ والخيار والملفوف |
| غوام                                   | الفواكه ولب جوز الهند والخضروات. البيض ولحم الخنزير والدواجن ولحم البقر |
| غواتيمالا                              | قصب السكر والموز وزيت النخيل والذرة والبطيخ والبطاطس والحليب والموز والأناناس والمطاط |
| غيرنسي                                 | الطماطم وزهور الدفيئة والفلفل الحلو والباذنجان والفواكه. ماشية جيرنزي |
| غينيا                                  | أرز ، كسافا ، فول سوداني ، ذرة ، زيت نخيل الفاكهة ، فونيو ، موز الجنة ، قصب السكر ، بطاطا حلوة ، خضروات |
| غينيا بيساو                            | الأرز ، الكاجو ، الجذور / الدرنات ، زيت النخيل ، الموز ، الكسافا ، الفول السوداني ، الخضار ، جوز الهند ، الفاكهة |
| غيانا                                  | الأرز ، قصب السكر ، جوز الهند ، القرع ، القرع ، القرع ، الحليب ، الباذنجان ، الفلفل الأخضر / الفلفل ، الدواجن |
| هايتي                                  | قصب السكر ، الكسافا ، المانجو / الجوافة ، الموز ، الموز ، اليام ، الأفوكادو ، الذرة ، الأرز ، الخضار |
| هندوراس                                | قصب السكر ، زيت النخيل ، الحليب ، الموز ، الذرة ، البن ، البطيخ ، البرتقال ، الدواجن ، الفول |
| هونج كونج                              | لحم الخنزير والدواجن والسبانخ والخضروات ومخلفاتها ولحوم الطرائد والفاكهة والخس والبصل الأخضر ودهن الخنزير |
| هنغاريا                                | الذرة والقمح والحليب وبذور عباد الشمس والشعير وبذور اللفت وبنجر السكر والتفاح ولحم الخنزير والعنب |
| أيسلندا                                | حليب ، لحم ضأن ، دواجن ، بطاطس ، شعير ، لحم خنزير ، بيض ، لحم بقري ، لحوم أخرى ، جلود خراف |
| الهند                                  | قصب السكر ، أرز ، قمح ، حليب جاموس ، لبن ، بطاطس ، خضروات ، موز ، ذرة ، مانجو / جوافة |
| إندونيسيا                              | زيت النخيل والفواكه والأرز والذرة وقصب السكر وجوز الهند والكسافا والموز والبيض والدواجن والمطاط |
| إيران                                  | قمح ، قصب السكر ، حليب ، بنجر السكر ، طماطم ، شعير ، بطاطس ، برتقال ، دواجن ، تفاح |
| العراق                                 | قمح ، شعير ، تمر ، طماطم ، أرز ، ذرة ، عنب ، بطاطس ، أرز ، بطيخ |
| أيرلندا                                | الحليب والشعير ولحم البقر والقمح والبطاطس ولحم الخنزير والشوفان والدواجن والفطر / الكمأ ولحم الضأن |
| جزيرة آيل أوف مان                      | الحبوب والخضروات. الماشية والأغنام والخنازير والدواجن |
| إسرائيل                                | حليب ، بطاطس ، دواجن ، طماطم ، جزر ، لفت ، يوسفي / يوسفي ، فلفل أخضر / فلفل ، بيض ، خضروات |
| إيطاليا                                | لبن ، عنب ، قمح ، ذرة ، طماطم ، تفاح ، زيتون ، بنجر السكر ، برتقال ، أرز |
| جامايكا                                | قصب السكر ، حليب الماعز ، البطاطا الحلوة ، الدواجن ، جوز الهند ، البرتقال ، الموز ، القرع ، الموز ، الجريب فروت |
| اليابان                                | أرز ، لبن ، سكر بنجر ، خضروات ، بيض ، دواجن ، بطاطس ، ملفوف ، بصل ، لحم خنزير |
| جيرسي                                  | البطاطس والقرنبيط والطماطم. لحوم البقر ومنتجات الألبان |
| الأردن                                 | طماطم ، دواجن ، زيتون ، لبن ، بطاطس ، خيار ، خضروات ، بطيخ ، فلفل أخضر / فلفل ، خوخ / نكتارين |
| كازاخستان                              | قمح ، حليب ، بطاطس ، شعير ، بطيخ ، شمام ، بذر الكتان ، بصل ، ذرة ، بذور عباد الشمس |
| كينيا                                  | قصب السكر ، حليب ، ذرة ، بطاطس ، موز ، حليب نوق ، كسافا ، بطاطا حلوة ، مانجو / جوافة ، ملفوف |
| كيريباتي                               | جوز الهند ، الجذور / الدرنات ، الموز ، الخضار ، القلقاس ، الفاكهة الاستوائية ، الدواجن ، لحم الخنزير ، المكسرات ، البيض |
| كوريا الشمالية                         | أرز ، ذرة ، خضروات ، تفاح ، بطاطس ، ملفوف ، فواكه ، بطاطا حلوة ، فاصوليا ، فول الصويا |
| كوريا، جنوب                            | الأرز والخضروات والملفوف والحليب والبصل ولحم الخنزير والدواجن والبيض واليوسفي / اليوسفي والبطاطس |
| كوسوفو                                 | القمح والذرة والتوت والبطاطس والفلفل والفاكهة. منتجات الألبان والماشية. السمك |
| الكويت                                 | بيض ، بلح ، طماطم ، خيار ، دواجن ، لبن ، لحم ضأن ، بطاطس ، خضروات ، باذنجان |
| قيرغيزستان                             | لبن ، بطاطس ، بنجر السكر ، ذرة ، قمح ، شعير ، طماطم ، بطيخ ، بصل ، جزر / لفت |
| لاوس                                   | أرز ، جذور / درنات ، كسافا ، قصب سكر ، خضروات ، موز ، ذرة ، بطيخ ، قهوة ، قلقاس |
| لاتفيا                                 | القمح والحليب وبذور اللفت والشعير والشوفان والبطاطس والجاودار والفول ولحم الخنزير والدواجن |
| لبنان                                  | بطاطس ، لبن ، طماطم ، تفاح ، برتقال ، زيتون ، قمح ، خيار ، دواجن ، ليمون |
| ليسوتو                                 | لبن ، بطاطس ، ذرة ، خضروات ، فواكه ، لحم بقر ، لحم طرائد ، فاصوليا ، صوف |
| ليبيريا                                | الكسافا ، قصب السكر ، زيت النخيل ، الأرز ، الموز ، الخضار ، الموز ، المطاط ، القلقاس ، الذرة |
| ليبيا                                  | بطاطس ، بطيخ ، طماطم ، بصل ، بلح ، لبن ، زيتون ، قمح ، دواجن ، خضروات |
| ليختنشتاين                             | القمح والشعير والذرة والبطاطس. المواشي ومنتجات الألبان |
| ليتوانيا                               | قمح ، حليب ، بنجر السكر ، بذور اللفت ، الشعير ، triticale ، البطاطس ، الشوفان ، البازلاء ، الفاصوليا |
| لوكسمبورغ                              | الحليب والقمح والشعير والبطاطا ولحم الخنزير ولحم البقر والعنب وبذور اللفت والشوفان |
| ماكاو                                  | لحم الخنزير ، الدواجن ، لحم البقر ، دهن الخنازير ، أحشاء الخنازير ، البيض ، الفلفل ، أحشاء الماشية ، جلود الماشية ، لحم الأوز / دجاج غينيا |
| مدغشقر                                 | أرز ، قصب السكر ، كسافا ، بطاطا حلوة ، لبن ، خضروات ، موز ، مانجو / جوافة ، فواكه استوائية ، بطاطس |
| ملاوي                                  | البطاطا الحلوة ، الكسافا ، قصب السكر ، الذرة ، المانجو / الجوافة ، البطاطس ، الطماطم ، البازلاء ، الموز ، الموز. |
| ماليزيا                                | زيت نخيل الفاكهة والأرز والدواجن والبيض والخضروات والمطاط وجوز الهند والموز والأناناس ولحم الخنزير |
| جزر المالديف                           | بابايا ، خضروات ، جذور / درنات ، مكسرات ، فواكه ، لحوم أخرى ، طماطم ، جوز الهند ، موز ، ذرة |
| مالي                                   | الذرة والأرز والدخن والذرة الرفيعة والمانجو / الجوافة والقطن والبطيخ والبصل الأخضر / الكراث والبامية وقصب السكر |
| مالطا                                  | لبن ، طماطم ، بطاطس ، بصل ، قرنبيط ، بروكلي ، باذنجان ، لحم خنزير ، ملفوف ، دواجن |
| موريتانيا                              | أرز ، حليب ، حليب ماعز ، حليب غنم ، ذرة ، لحم ضأن ، لحم بقري ، لبن إبل ، لحم جمل ، بلح |
| موريشيوس                               | قصب السكر ، الدواجن ، القرع ، القرع ، البطاطس ، البيض ، الطماطم ، الأناناس ، الموز ، الفاكهة |
| المكسيك                                | قصب السكر والذرة والحليب والبرتقال والذرة الرفيعة والطماطم والدواجن والقمح والفلفل الأخضر / الفلفل والبيض |
| ولايات ميكرونيزيا الموحدة              | جوز الهند ، الكسافا ، الخضار ، البطاطا الحلوة ، الموز ، لحم الخنزير ، الموز ، الفاكهة ، البيض ، لحم البقر |
| مولدوفا                                | الذرة ، القمح ، بذور عباد الشمس ، العنب ، التفاح ، بنجر السكر ، الحليب ، البطاطس ، الشعير ، الخوخ / الكرنب الصغير |
| منغوليا                                | الحليب والقمح وحليب الماعز والبطاطس ولحم الضأن وحليب الأغنام ولحم البقر ولحم الماعز ولحوم الحصان والجزر / اللفت |
| الجبل الأسود                           | لبن ، بطاطس ، عنب ، خضروات ، طماطم ، بطيخ ، قمح ، تفاح ، ملفوف ، شعير |
| مونتسيرات                              | الكرنب والجزر والخيار والطماطم والبصل والفلفل. منتجات الثروة الحيوانية |
| المغرب                                 | قمح ، بنجر سكر ، لبن ، بطاطس ، زيتون ، يوسفي / يوسفي ، طماطم ، برتقال ، شعير ، بصل |
| موزمبيق                                | قصب السكر ، كسافا ، ذرة ، لبن ، موز ، طماطم ، بطاطا حلوة ، أرز ، ذرة ، بطاطس |
| ناميبيا                                | الجذور / الدرنات ، الحليب ، الذرة ، البصل ، اللحم البقري ، العنب ، الفاكهة ، البقول ، الخضار ، الدخن |
| ناورو                                  | جوز الهند والفواكه الاستوائية والخضروات ولحم الخنزير والبيض ومخلفات الخنازير ودهن الخنزير والدواجن والبابايا والملفوف |
| نيبال                                  | الأرز والخضروات وقصب السكر والبطاطس والذرة والقمح وحليب الجاموس والحليب والفواكه والمانجو / الجوافة |
| هولندا                                 | لبن ، بطاطس ، بنجر السكر ، لحم خنزير ، بصل ، قمح ، دواجن ، طماطم ، جزر / لفت ، لحم بقري |
| كاليدونيا الجديدة                      | جوز الهند والخضروات والذرة والفواكه ولحم البقر ولحم الخنزير والبطاطا والموز والبيض والبطاطا |
| نيوزيلاندا                             | حليب ، لحم بقري ، كيوي ، تفاح ، بطاطس ، لحم ضأن ، عنب ، قمح ، شعير ، بصل أخضر / كراث |
| نيكاراغوا                              | قصب السكر ، الحليب ، الأرز ، الذرة ، الموز ، الفول السوداني ، الكسافا ، الفول ، البن ، الدواجن |
| النيجر                                 | الدخن ، البازلاء ، الذرة ، البصل ، الحليب ، الفول السوداني ، الكسافا ، الكرنب ، حليب الماعز ، الفاكهة |
| نيجيريا                                | الكسافا والبطاطا والذرة وزيت النخيل والأرز والخضروات والذرة والفول السوداني والفواكه والبطاطا الحلوة |
| نيوي                                   | جوز الهند ، القلقاس ، الفاكهة ، البطاطا الحلوة ، الفاكهة الاستوائية ، اليام ، الخضار ، الليمون ، الليمون الحامض ، الموز |
| جزيرة نورفولك                          | بذور الصنوبر جزيرة نورفولك ، بذور نخيل Kentia ، الحبوب ، الخضار ، الفاكهة ؛ الماشية والدواجن |
| مقدونيا الشمالية                       | لبن ، عنب ، قمح ، بطاطس ، فلفل أخضر / فلفل ، ملفوف ، طماطم ، ذرة ، شعير ، بطيخ |
| جزر مريانا الشمالية                    | الخضار والبطيخ والفواكه والمكسرات. نباتات الزينة؛ الماشية والدواجن والبيض. منتجات الأسماك وتربية الأحياء المائية |
| النرويج                                | الحليب والشعير والقمح والبطاطس والشوفان ولحم الخنزير والدواجن ولحم البقر والبيض والجاودار |
| سلطنة عمان                             | تمر ، طماطم ، خضروات ، حليب ماعز ، لبن ، خيار ، فلفل أخضر / فلفل ، بطيخ ، ذرة ، شمام |
| باكستان                                | قصب السكر ، حليب الجاموس ، القمح ، الحليب ، الأرز ، الذرة ، البطاطس ، القطن ، الفاكهة ، المانجو / الجوافة |
| بالاو                                  | جوز الهند ، الكسافا (المنيهوت ، التابيوكا) ، البطاطا الحلوة ؛ الأسماك ، والخنازير ، والدجاج ، والبيض ، والموز ، والبابايا ، وفاكهة الخبز ، والكالامانسي ، والقشطة الشائكة ، والكستناء البولينيزي ، واللوز البولينيزي ، والمانجو ، والقلقاس ، والجوافة ، والفاصوليا ، والخيار ، والاسكواش / القرع (متنوع) ، والباذنجان ، والبصل الأخضر والكانغكونغ (الجرجير) ، ملفوف (متنوع) ، فجل ، جوز تنبول ، شمام ، فلفل ، نوني ، بامية |
| بنما                                   | قصب السكر والموز والأرز والدواجن والحليب والموز والأناناس والذرة ولحم البقر ولحم الخنزير |
| بابوا غينيا الجديدة                    | زيت النخيل ، الموز ، جوز الهند ، الفاكهة ، البطاطا الحلوة ، لحم الطرائد ، البطاطا ، الجذور / الدرنات ، الخضروات ، القلقاس |
| باراغواي                               | فول الصويا ، قصب السكر ، الذرة ، الكسافا ، القمح ، الأرز ، اللحم البقري ، الحليب ، البرتقال ، زيت النخيل |
| بيرو                                   | قصب السكر ، البطاطس ، الأرز ، الموز ، الحليب ، الدواجن ، الذرة ، الكسافا ، زيت النخيل ، العنب |
| فيلبيني                                | قصب السكر ، أرز ، جوز الهند ، ذرة ، موز ، خضروات ، فواكه استوائية ، موز ، أناناس ، كسافا |
| جزر بيتكيرن                            | عسل؛ مجموعة متنوعة من الفواكه والخضروات. الماعز والدجاج. السمك |
| بولندا                                 | لبن ، بنجر السكر ، قمح ، بطاطس ، تريتيكال ، ذرة ، شعير ، تفاح ، حبوب مختلطة ، الجاودار |
| البرتغال                               | لبن ، طماطم ، زيتون ، عنب ، ذرة ، بطاطس ، لحم خنزير ، تفاح ، برتقال ، دواجن |
| بورتوريكو                              | الحليب والموز والموز والدواجن والطماطم والمانجو / الجوافة والبيض والبرتقال والقرع والبابايا |
| دولة قطر                               | الطماطم ، التمر ، حليب الإبل ، حليب الأغنام ، حليب الماعز ، القرع / القرع ، لحم الضأن ، الدواجن ، الحليب ، الباذنجان |
| رومانيا                                | الذرة ، القمح ، الحليب ، بذور عباد الشمس ، البطاطس ، الشعير ، العنب ، بنجر السكر ، بذور اللفت ، الخوخ / الكرنب الصغير |
| روسيا                                  | القمح ، بنجر السكر ، الحليب ، البطاطس ، الشعير ، بذور عباد الشمس ، الذرة ، الدواجن ، الشوفان ، فول الصويا |
| رواندا                                 | الموز ، البطاطا الحلوة ، الكسافا ، البطاطس ، الموز ، الفول ، الذرة ، القرع ، الحليب ، القلقاس |
| سانت هيلانة وأسنسيون وتريستان دا كونها | القهوة والذرة والبطاطس والخضروات. الأسماك وجراد البحر. الماشية. خشب |
| سانت كيتس ونيفيس                       | جوز الهند ، فواكه استوائية ، جذور / درنات ، خضروات ، بطاطا حلوة ، بقوليات ، بطيخ ، جزر / لفت ، بيض ، طماطم |
| القديسة لوسيا                          | الموز ، جوز الهند ، الفاكهة ، الفاكهة الاستوائية ، الموز ، الجذور / الدرنات ، الكسافا ، الدواجن ، الخضار ، المانجو / الجوافة |
| سانت بيير وميكلون                      | خضروات؛ الدواجن والماشية والأغنام والخنازير. السمك |
| سانت فنسنت وجزر غرينادين               | الموز ، قصب السكر ، الجذور / الدرنات ، الموز ، الخضار ، الفاكهة ، جوز الهند ، البطاطا الحلوة ، البطاطا الحلوة ، المانجو / الجوافة |
| ساموا                                  | جوز الهند ، القلقاس ، الموز ، اليام ، الفاكهة الاستوائية ، الأناناس ، المانجو / الجوافة ، البابايا ، الجذور / الدرنات ، لحم الخنزير |
| سان مارينو                             | القمح والعنب والذرة والزيتون. الماشية والخنازير والخيول ولحم البقر والجبن والجلود |
| ساو تومي وبرينسيبي                     | الموز ، زيت النخيل ، جوز الهند ، القلقاس ، الموز ، الفاكهة ، الكاكاو ، اليام ، الكسافا ، الذرة |
| المملكة العربية السعودية               | لبن ، بلح ، دواجن ، فواكه ، بطيخ ، شعير ، قمح ، بطاطس ، بيض ، طماطم |
| السنغال                                | الفول السوداني والبطيخ والأرز وقصب السكر والكسافا والدخن والذرة والبصل والذرة الرفيعة والخضروات |
| صربيا                                  | الذرة والقمح وبنجر السكر والحليب وبذور عباد الشمس والبطاطس وفول الصويا والخوخ / الكحش والتفاح والشعير |
| سيشيل                                  | جوز الهند ، الخضار ، الموز ، الفاكهة ، البيض ، الدواجن ، الطماطم ، لحم الخنزير ، الفاكهة الاستوائية ، الكسافا |
| سيرا ليون                              | كسافا ، أرز ، خضروات ، فاكهة زيت النخيل ، بطاطا حلوة ، حليب ، فواكه حمضيات ، فول سوداني ، فواكه ، بقوليات |
| سنغافورة                               | دواجن ، بيض ، خضروات ، لحم خنزير ، لحم بط ، سبانخ ، أحشاء خنازير ، بيض طيور ، دهن خنزير ، ملفوف |
| سلوفاكيا                               | القمح والذرة وبنجر السكر والحليب والشعير وبذور اللفت والبطاطس وبذور عباد الشمس وفول الصويا ولحم الخنزير |
| سلوفينيا                               | الحليب والذرة والقمح والعنب والشعير والبطاطس والدواجن والتفاح ولحم البقر ولحم الخنزير |
| جزر سليمان                             | زيت النخيل ، البطاطا الحلوة ، جوز الهند ، القلقاس ، اليام ، الفاكهة ، البقول ، الخضروات ، الكاكاو ، الكسافا |
| الصومال                                | حليب النوق ، حليب ، حليب غنم ، حليب ماعز ، قصب سكر ، فواكه ، ذرة ، كسافا ، خضروات ، ذرة |
| جنوب أفريقيا                           | قصب السكر والذرة والحليب والبطاطس والعنب والدواجن والبرتقال والقمح وفول الصويا ولحم البقر |
| جنوب السودان                           | الحليب والذرة والخضروات والكسافا وحليب الماعز والفواكه ولحم البقر وبذور السمسم وحليب الأغنام ولحم الضأن |
| إسبانيا                                | شعير ، لبن ، قمح ، زيتون ، عنب ، طماطم ، لحم خنزير ، ذرة ، برتقال ، بنجر السكر |
| سيريلانكا                              | الأرز ، جوز الهند ، قصب السكر ، الموز ، الحليب ، الشاي ، الكسافا ، الذرة ، الدواجن ، جوز الهند |
| السودان                                | قصب السكر والذرة الرفيعة والحليب والفول السوداني والبصل وبذور السمسم وحليب الماعز والدخن والموز والقمح |
| سورينام                                | أرز ، قصب السكر ، موز ، برتقال ، خضروات ، موز ، جوز الهند ، دواجن ، كسافا ، بيض |
| السويد                                 | القمح ، الحليب ، بنجر السكر ، الشعير ، البطاطس ، الشوفان ، بذور اللفت ، لحم الخنزير ، الجاودار ، triticale |
| سويسرا                                 | لبن ، بنجر السكر ، قمح ، بطاطس ، لحم خنزير ، شعير ، تفاح ، ذرة ، لحم بقري ، عنب |
| سوريا                                  | قمح ، شعير ، لبن ، زيتون ، طماطم ، برتقال ، بطاطس ، حليب غنم ، ليمون ، ليمون حامض |
| تايوان                                 | أرز ، خضروات ، لحم خنزير ، ملفوف ، دواجن ، قصب السكر ، حليب ، بيض ، أناناس ، فواكه استوائية |
| طاجيكستان                              | لبن ، بطاطس ، قمح ، بطيخ ، بصل ، طماطم ، خضروات ، قطن ، جزر / لفت ، لحم بقري |
| تنزانيا                                | كسافا ، ذرة ، بطاطا حلوة ، قصب السكر ، أرز ، موز ، خضروات ، لبن ، فاصوليا ، بذور عباد الشمس |
| تايلاند                                | قصب السكر ، الكسافا ، الأرز ، زيت النخيل ، المطاط ، الذرة ، الفاكهة الاستوائية ، الدواجن ، الأناناس ، المانجو / الجوافة |
| تيمور ليشتي                            | الأرز والذرة والخضروات والقهوة والجذور / الدرنات واللحوم الأخرى والكسافا ولحم الخنزير والفاصوليا والمانجو / الجوافة |
| توجو                                   | الكسافا والذرة واليام والذرة الرفيعة والفول وزيت النخيل والأرز والخضروات والقطن والفول السوداني |
| توكيلاو                                | جوز الهند ، الجذور / الدرنات ، الفاكهة الاستوائية ، لحم الخنزير ، الموز ، البيض ، الدواجن ، أحشاء الخنازير ، دهن الخنزير ، الفاكهة |
| تونغا                                  | جوز الهند ، القرع ، الكسافا ، البطاطا الحلوة ، الخضار ، البطاطا ، القلقاس ، الجذور / الدرنات ، الموز ، الليمون / الليمون الحامض |
| ترينداد وتوباغو                        | الدواجن والفاكهة وجوز الهند والحمضيات والحليب والموز والذرة والبرتقال والبيض والقرع |
| تونس                                   | قمح ، لبن ، طماطم ، شعير ، زيتون ، بطيخ ، فلفل أخضر / فلفل ، بطاطس ، تمر ، بصل أخضر / كراث |
| تركيا                                  | لبن ، قمح ، بنجر السكر ، طماطم ، شعير ، ذرة ، بطاطس ، عنب ، بطيخ ، تفاح |
| تركمانستان                             | لبن ، قمح ، قطن ، طماطم ، بطاطس ، بطيخ ، عنب ، بنجر السكر ، لحم بقري ، أرز |
| جزر تركس وكايكوس                       | الذرة والفاصوليا والكسافا (المنيهوت والتابيوكا) والحمضيات ؛ السمك |
| توفالو                                 | جوز الهند ، الخضار ، الفاكهة الاستوائية ، الموز ، الجذور / الدرنات ، لحم الخنزير ، الدواجن ، البيض ، دهن الخنزير ، أحشاء الخنازير |
| أوغندا                                 | قصب السكر ، موز الجنة ، الكسافا ، الذرة ، البطاطا الحلوة ، الحليب ، الخضار ، الفول ، الموز ، الذرة |
| أوكرانيا                               | الذرة والقمح والبطاطس وبذور عباد الشمس وبنجر السكر والحليب والشعير وفول الصويا وبذور اللفت والطماطم |
| الإمارات العربية المتحدة               | تمر ، خيار ، طماطم ، لحم ماعز ، بيض ، لبن ، دواجن ، جزر / لفت ، حليب ماعز ، لبن |
| المملكة المتحدة                        | قمح ، لبن ، شعير ، بنجر السكر ، بطاطس ، بذور اللفت ، دواجن ، شوفان ، لحم خنزير ، لحم بقري |
| الولايات المتحدة الأمريكية             | الذرة والحليب وفول الصويا والقمح وقصب السكر وبنجر السكر والدواجن والبطاطس والقطن ولحم الخنزير |
| أوروغواي                               | فول الصويا والحليب والأرز والذرة والقمح والشعير ولحم البقر وقصب السكر والذرة الرفيعة والبرتقال |
| أوزبكستان                              | لبن ، قمح ، بطاطس ، جزر / لفت ، قطن ، طماطم ، خضروات ، عنب ، بصل ، بطيخ |
| فانواتو                                | جوز الهند ، الجذور / الدرنات ، الموز ، الخضار ، لحم الخنزير ، الفاكهة ، الحليب ، اللحم البقري ، الفول السوداني ، الكاكاو |
| فنزويلا                                | قصب السكر والذرة والحليب والأرز والموز والموز والأناناس والبطاطس ولحم البقر والدواجن |
| فيتنام                                 | الأرز والخضروات وقصب السكر والكسافا والذرة ولحم الخنزير والفاكهة والموز والقهوة وجوز الهند |
| جزر فيرجن                              | الفاكهة والخضروات والذرة الرفيعة. ماشية سينيبول |
| الضفة الغربية                          | طماطم ، خيار ، زيتون ، دواجن ، لبن ، بطاطس ، حليب غنم ، باذنجان ، قرع |
| اليمن                                  | مانجو / جوافة ، بطاطس ، ذرة ، بصل ، لبن ، دواجن ، بطيخ ، عنب ، برتقال ، موز |
| زامبيا                                 | قصب السكر ، الكسافا ، الذرة ، الحليب ، الخضار ، فول الصويا ، اللحم البقري ، التبغ ، القمح ، الفول السوداني |
| زيمبابوي                               | قصب السكر ، ذرة ، حليب ، تبغ ، كسافا ، خضروات ، موز ، لحم بقري ، قطن ، برتقال |

1. ↑  "Agricultural products - The World Factbook". www.cia.gov. مؤرشف من الأصل في 2021-05-25. اطلع عليه بتاريخ 2021-06-02.